# Fabulieren
Fabulieren (von lat. fabulari, "sprechen, erzählen, schwätzen") oder Fabulation (von lat. fabulatio, "Erzählung") bezeichnet das Erfinden oder Ersinnen nicht-wirklicher Personen, Dinge, Ereignisse und Handlungen. Im weiteren Sinne handelt es sich um Synonyme für Fiktion, im engeren Sinne für "fantasievolles Erzählen; Geschichten erfinden und ausschmücken". Dies umfasst auch das (übertrieben) kunstvolle/fantasievolle schriftliche Verfassen von Texten.
Beide Begriffe gehen zurück auf das lateinische Deminutivum fabula (wörtlich "Geschichtchen, Märchen"). Im Vulgärlatein verliert diese Wurzel an semantischem Einfluss und evolviert in den romanischen Sprachen zum Synonym für "sprechen" (vgl. z. B. port. falar).

## Fabulieren in der Entwicklungspsychologie
Im Gegensatz zur Konfabulation wird die Fabulation in nichtpathologischem Zusammenhang verstanden. Bei Kindern gehört Fabulieren und Fantasieren zur normalen Entwicklung. Ein Kind mit einer lebhaften Fantasie gilt als kreativ und geistvoll. Das Festhalten an einer offensichtlichen Lüge irritiert dann häufig die Eltern. Bis etwa zum 7. Lebensjahr in der Phase des magischen Denkens werden Fantasiewelten oder Träume oft mit Wirklichkeit oder Wahrheit vertauscht. Das Kind selbst kann das nur schwer unterscheiden – Fantasie und Wahrnehmung fließen ineinander. Insofern kann dann nur selten von einer wirklichen Lüge gesprochen werden. Auch bei Erwachsenen haben Fabulationen i. d. R. keine pathologischen Gründe, solange der jeweiligen Person bewusst ist oder bewusst gemacht werden kann, dass das Fabulierte nicht wahr oder real sein muss (Übereinstimmung subjektiver Kognition und objektiver Faktizität).

## Fabulieren in Literatur und Sprache
Die Fabulierkunst des Dichters hat ihren Ursprung bei Homer und Äsop und schlägt sich auch im deutschen Fremdwort "Fabel" nieder. Die Abgrenzung von der (historiographischen) "Geschichtsschreibung" präsentiert sich seit der Antike als literaturwissenschaftliches Problem und Forschungsgegenstand. I.e.S. versteht Robert E. Scholes unter "Fabulation" eine eigene Literaturgattung. Neben seiner grundlegenden kultur- und traditionsstiftenden Funktion als literarische Technik kann das Fabulieren im Alltagsgespräch der Unterhaltung, Dramatisierung und "Wichtigtuerei", aber auch als Schutzbehauptung dienen. Die fließende Grenze zu Lüge, Vortäuschen falscher Tatsachen im Sinne des § 263 StGB, der Täuschung im Sinne des § 123 BGB sowie dem Problem der "fake news" kann durch das unterschiedliche Motiv (Naivität, fehlende Malignität) gezogen werden.

## Fabulation in der Wissenschaft
Einen Sonderfall stellt eine mehr oder weniger unbeabsichtigte Fabulation in hermeneutischen Wissenschaften und Parawissenschaften dar, wenn die Wahrnehmung willkürlicher, erwünschter oder suggerierter Muster (z. B. "Hineindeuteln" und (Über-)Interpretieren von Texten, Suchen nach "magischen" Zahlen oder Zahlenverhältnissen, Übersetzen fremder Sprachen oder unverstandener Texte, aber auch beim Kartenlegen, Bleigießen, Kaffeesatzlesen und in der Astrologie) einen "Pseudo-Sinn" ergibt oder zu objektiv falschen Annahmen und Schlussfolgerungen führt. Auch das Tradieren von Gerüchten, Märchen, Mythen, Religionen, urbanen Legenden und Verschwörungsnarrativen bedient sich des (oft bewusst eingesetzten) Mittels der Fabulation. Hierzu zählen:
- assoziatives, metaphorisches Denken
- Ausgehen von falschen Voraussetzungen
- Herstellen vermeintlicher, willkürlicher oder scheinbarer Zusammenhänge
- Verwechslung von Koinzidenz, Korrelation und Kausalität
- fahrlässiges Fingieren oder Adaptieren von "Tatsachen"

Zwar kursieren in Psychologie, Pädagogik und Sprachwissenschaft auch für solche "normalen" Fabulierformen die Begriffe "Konfabulation" oder "Konfabulieren", diese sollten aber präzisionshalber der psychotherapeutischen Diagnostik vorbehalten bleiben. Wie bei allen irrationalen Überzeugungssystemen können beim einzelnen hier jedoch die Grenzen zwischen im Alltagserleben funktionalem Narrativ und dysfunktionaler Wahnvorstellung verschwimmen.

## Abgrenzung zur Psychopathologie
Von Konfabulation oder Konfabulieren als diagnostischem Kriterium spricht man hingegen, wenn es sich im klinischen Sinne um ein Krankheitszeichen handelt. Dieses kann Symptom einer Psychose oder Erkrankung aus dem schizoaffektiven Formenkreis sein, aber auch nur Ausdruck von gesundheitlicher Not, Hilflosigkeit und Angst vor drohender psychosozialer Ausgrenzung.